# Meridiano 54 E
O meridiano 54 E é um meridiano que, partindo do Polo Norte, atravessa o Oceano Ártico, Europa, Ásia,  Oceano Índico, Oceano Antártico, Antártida e chega ao Polo Sul. Forma um círculo máximo com o Meridiano 126 W.
Começando no Polo Norte, o meridiano 54º Este tem os seguintes cruzamentos:
| País, território ou mar | Notas                                                         |
| ----------------------- | ------------------------------------------------------------- |
| Oceano Ártico           |                                                               |
| Rússia                  | Ilha Nansen, Terra de Francisco José                          |
| Mar de Barents          |                                                               |
| Rússia                  | Ilha da Royal Society, Terra de Francisco José                |
| Mar de Barents          |                                                               |
| Rússia                  | Ilha Severny, Nova Zembla                                     |
| Mar de Barents          |                                                               |
| Rússia                  | Ilha Yuzhny, Nova Zembla                                      |
| Mar de Barents          | Mar de Pechora                                                |
| Rússia                  | Península Khodovarikha                                        |
| Mar de Barents          | Mar de Pechora                                                |
| Rússia                  |                                                               |
| Cazaquistão             |                                                               |
| Turquemenistão          | Passa no Lago Garabogazköl                                    |
| Irão                    |                                                               |
| Golfo Pérsico           |                                                               |
| Irão                    | Ilha Kish                                                     |
| Golfo Pérsico           |                                                               |
| Emirados Árabes Unidos  | Emirado de Abu Dhabi                                          |
| Arábia Saudita          |                                                               |
| Omã                     |                                                               |
| Oceano Índico           | Golfo de Áden                                                 |
| Iêmen                   | Ilha Socotorá                                                 |
| Oceano Índico           | Passa a leste das Ilhas Amirante, Seicheles                   |
| Oceano Antártico        |                                                               |
| Antártida               | Território Antártico Australiano, reivindicado pela Austrália |